# Metaköttigite
La metaköttigite è un minerale.